# Super lente
Uma Super lente é uma lente que usa metamateriais para ir além do limite de difração. O limite de difração é uma característica das lentes convencionais e microscópios que limita o detalhe da sua resolução. Muitos designs de lentes que vão além do limite de difração de alguma forma foram propostos, mas há limitações e obstáculos em cada um deles.